# Charleroi
Charleroi (valonski: Tchålerwè) je grad u belgijskoj regiji Valoniji, pokrajina Hainaut, čije je i administrativno središte. Prema broju stanovnika, ovo je treći grad po broju stanovnika u Belgiji nakon Bruxellesa i Antwerpena.

## Stanovništvo
Charleroi je najveći grad u regiji Valoniji. Prema podacima iz 2008. godine grad je imao 201.593 stanovnika, dok je 1. siječnja 2010. godine imao 202.598 stanovika, 48,5% muškaraca i 51,5% žena.

## Gradovi prijatelji
- Hirson, Francuska
- Saint-Junien, Francuska
- Schramberg, Njemačka
- Waldkirch, Njemačka
- Manoppello, Italija
- Casarano, Italija
- Follonica, Italija
- Himeji, Japan
- Donetsk, Ukrajina
- Pittsburgh, SAD
- Charleroi, Pennsylvania, SAD

## Poznate osobe
- Chantal Mouffe, politički teoretičar
- Joëlle Milquet, političar
- Joseph Maréchal, isusovac, filozof i psiholog
- Arthur Grumiaux, glazbenik
- François-Joseph Navez, slikar
- Marcel Thiry, književnik
- Georges Lemaître, svećenik isusovac, matematičar i astronom
- Alexandre Czerniatynski, nogometaš
- Jules Destrée, Valonski pravnik, kulturni kritičar i socijalistički političar
- Axel Hervelle, košarkaš

## Vanjske poveznice
- Službene internet stranice grada Charleroa